# Ding Dong (friandise)
Pour les articles homonymes, voir Ding Dong.
Le Ding Dong est un petit gâteau au chocolat produit et distribué aux États-Unis par Hostess Brands (en) et au Canada par Vachon sous le nom de King Dons ; sur certains marchés américains, il était auparavant connu sous le nom de Big Wheels. Le Ding Dong est produit depuis 1967, à l'exception d'une brève période en 2013. Il est rond et plat, d'un peu plus d'un pouce (2,54 cm) d'épaisseur et presque trois pouces (7,62 cm) de diamètre, de forme et de taille similaires à un palet de hockey. Une garniture crémeuse blanche est injectée au centre et une fine couche de glaçage au chocolat recouvre le gâteau. Le Ding Dong était à l'origine enveloppé dans un carré de papier d'aluminium, ce qui lui permettait d'être transporté sans faire fondre le glaçage au chocolat. 

## Histoire et dénomination
Le Ding Dong est similaire à d'autres gâteaux fourrés à la crème comme le Jos Louis de Vachon, lancé en 1932. Hostess a commencé à commercialiser son Ding Dong en 1967. Ce nom a été donné pour coïncider avec une campagne publicitaire télévisée mettant en vedette une cloche qui sonne. 
Hostess a cessé ses activités le 16 novembre 2012, arrêtant toute sa production. Son nom et ses marques ont été rachetés par les fonds d'investissement Apollo Global Management et Metropoulos & Co ; en juin 2013, Hostess a rouvert une usine au Kansas et annoncé que la production de Ding Dong reprendrait le 15 juillet 2013. 

## Conflit avec Ring Ding

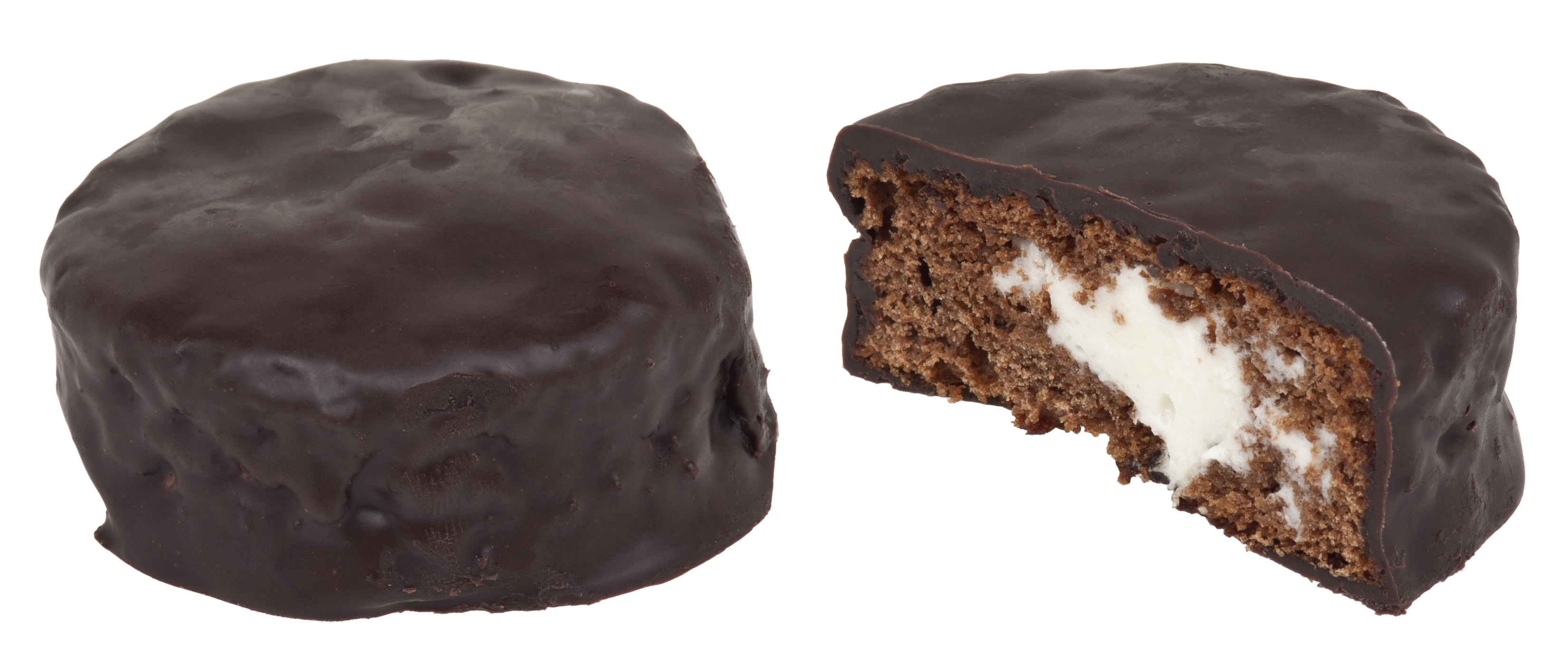
Un Ring Ding produit par.

Sur la côte Est, Hostess commercialisait le Ding Dong sous le nom de Big Wheels, pour éviter toute confusion avec le Ring Ding, une friandise similaire déjà produite par Drake's Cakes (en). La question a été réglée en 1987, lors d'une courte fusion de Drake's avec la société mère de Hostess (alors Continental Baking Company). Cependant, lorsque la société fusionnée a éclaté, Hostess a de nouveau été obligé de cesser d'utiliser le nom de Ding Dong dans les zones où le Ring Ding était aussi en vente. Le nom de compromis, King Dons, s'est maintenu jusqu'à ce qu'Interstate Bakeries Corporation (en), qui avait récemment fusionné avec la société mère d'Hostess, rachète Drake's en 1998. Le produit Hostess a ensuite été vendu sous le nom de Ding Dong dans tous les États-Unis, bien qu'il conserve le nom de King Dons au Canada.

## Personnages de dessins animés
Pour promouvoir le Ding Dong, Hostess a créé un personnage de dessin animé, King Ding Dong, un Ding Dong anthropomorphisé portant une couronne et un sceptre. Il était similaire à d'autres personnages d'Hostess, Captain Cupcake (en), Happy Ho Ho, Twinkie the Kid (en), Fruit Pie the Magician (en) et Chipper Brownie. Là où le produit s'appelait King Dons, le personnage était connu sous le nom de « King Don ». Dans les régions qui utilisaient autrefois le nom de Big Wheels, le personnage était auparavant un chef amérindien nommé « Chief Big Wheel ».

## Dans la culture populaire
- Dans CHiPs, la collation préférée de l'officier Frank « Ponch » Poncharello, Ding Dong, est présentée tout au long de la série (1977-1983).

- Un Ding Dong est offert à Weird Al Yankovic dans le clip de sa chanson Fat (1988).
- Une boîte de Ding Dongs est visible dans l'armoire de cuisine de la famille Stevenson lorsque Beavis et ButtHead tentent de rassembler la nourriture de l'épisode Le Grand Cornholio (The Great Cornholio, 1994).
- Dans l'épisode 5 de la saison 4 d'Urgences (1997), on voit la réceptionniste Cynthia Hooper en manger un et elle confie adorer ces gâteaux.
- Dans le premier épisode de The Shield (2002), le détective Holland "Dutch" Wagenbach accuse Vic Mackey d'avoir volé ses Ding Dong dans son bureau.
- Dans l'épisode 5 de la saison 9 de Friends (2002), Chandler déclare que Monica avait l'habitude de manger des Ding Dong sans enlever le papier d'aluminium.
- Dans l'épisode 5 de la saison 2 de Arrested Development (décembre 2004), Michael Bluth parle de son frère qui a oublié, deux fois, de retirer le papier d'aluminium en passant un Ding Dong au four à micro-ondes.
- Dans la série The Closer : L.A. enquêtes prioritaires (2005-2012), Brenda, interprétée par Kyra Sedgwick, a toujours un tiroir rempli de bonbons et de friandises. On la voit souvent en train de manger un Ding Dong (parfois en gémissant) après une affaire difficile ou pendant un moment de stress élevé.
- Dans l'épisode 12 de la saison 1 de The Big Bang Theory, La Dualité de Jérusalem (2008), Howard Wolowitz réprimande sa mère par téléphone parce qu'elle a oublié de mettre un Ding Dong dans son sac de déjeuner.
- C'est la friandise préférée du personnage joué par Halle Berry dans le film Frankie et Alice (2010).
- Dans l'épisode 4 de la saison 6 de Robot Chicken (2012), le roi Ding Dong (appelé ici King Don), doublé par Billy Zane, est condamné à mort pour avoir conduit son royaume à la faillite et à la ruine. Faute de pouvoir entrer dans la guillotine, ou d'être facilement décapité à la hache, il est exécuté par écartèlement. Bien qu'il ait été enterré, il réapparaît ensuite miraculeusement. Le roi Ding Dong déclare qu'il est composé à 80% de conservateurs et donc « essentiellement immortel ».
- Dans la série télévisée américaine Newport Beach (titre original : ''The O.C.''), saison 1, épisode 7, intitulé « Virée au Mexique », une scène mémorable met en scène les personnages de Marissa Cooper et Ryan Atwood. Alors qu'ils se disputent à l'extérieur d'un motel avant de se rendre à Tijuana, Ryan demande à Marissa de choisir entre des ''cheese sticks'' (bâtonnets de fromage) ou des Ding Dongs. À la fin de leur altercation, Marissa lui intime de choisir les ''cheese sticks'', précisant qu'elle « déteste les Ding Dongs ».